# 三河後風土記
『三河後風土記』（みかわごふどき）は、近世に書かれた徳川氏創業期に関する歴史書。著者不詳。全45巻（42巻、50巻本もある）。後者、改正本、正説本には偽書説がある。

## 概要
徳川氏創業史の一つで、徳川氏が祖と称している清和源氏から徳川家康将軍就任までの700余年間を年代順に記述する。
著者・成立年代については、慶長15年（1610年）5月成立の平岩親吉著と序にあるものの、正保年間以後の成立と考証され、著者も不明である。のち改編を行った成島司直は沢田源内の著作とする。
また、『三河物語』、『松平記』といった他の創業史の参照はない。
天保3年（1832年）9月には、徳川家斉の命により、成島司直の手で『三河後風土記』の改編および『三河物語』などでの校正がなされ、序文・首巻が付けられた『改正三河後風土記』全42巻（天保8年完成）が作られている。こちらは将軍に献上もされており、偽書ではなく江戸幕府の編纂物の一つともいえる。ただし成島の完全な著作ではなく、原典に他の文献を出典として明示している形式である。また、『改正三河後風土記』は、原撰本たる『参河後風土記』に比べて漢籍の引用が多く、引用書目として135冊の文献が挙げられている。
ただし、『改正三河後風土記』の翻刻を監修した桑田忠親は「成島司直は幕府の儒官という立場から、徳川氏の不利となる異説は、すべて虚妄の説として却けている」と成島司直の校正の問題点を指摘している。
45巻本、42巻本は清和天皇から700年余の徳川全史と言うべき内容であるが、享保年間、神田白龍子により編まれた改撰本（中山本）全50巻があり、この50巻本は、家康の九代の祖・世良田有親から「家康公関八州拝領」の天正18年（1590年） の180年余の物語となっている。徳川家歴代を賛美する傾向が強いことが特徴とされる。42巻本『改正三河後風土記』、50巻本『三河後風土記正説大全』は、ともに類書として広く流布したようであるが、速見行道の『偽書叢』など書目録の多くで偽書とされる。

## 書籍情報
- 成島司直 編『国立国会図書館デジタルコレクション 改正三河後風土記』 上、金松堂、1886年。
- 成島司直 編『国立国会図書館デジタルコレクション 改正三河後風土記』 下、金松堂、1886年。
- 桑田忠親監修・宇田川武久校注『改正三河後風土記』上・中・下三巻、秋田書店、1976年
- 中山和子翻刻・校訂『三河後風土記正説大全』新人物往来社、1992年 中山本の欠巻部分を早稲田大学蔵本、京都大学蔵本で補う完全翻刻。